# 제언사
제언사(堤堰司)는 조선조 제언(수자원 관리를 위해 하천이나 계류 등을 막은 구조물)의 관리를 전담하던 부서이다. 시대에 따라 공조, 호조, 비변사, 의정부 등의 관서에 소속되었으나, 실제 업무는 세조 때부터 제언사라는 전담 기구를 설치하여 전담케하였다. 중앙에는 판서급의 제언제조 관직을 신설하였고, 지방에는 제언경차관 또는 제언별감을 임시직으로 파견하여 수리시설의 관리를 감독하게 하였다. 신축제언의 허가나 폐언에 대한 처리, 제언의 파괴 또는 모경의 적발을 위한 제언 경차관의 파견이 주요 업무인 것으로 추정된다. 필요에 따라 설치, 폐지 부활되기도 하였으나 고종대 때 의정부에 소속될 때까지 지속되었다.